# Fiona-Elizabeth Hughes
Fiona-Elizabeth Hughes (* 5. März 1990 in Huddersfield) ist eine ehemalige britische Skilangläuferin.

## Werdegang
Hughes nahm von 2007 bis 2016 an Wettbewerben der Fédération Internationale de Ski teil. Ihre besten Platzierungen bei den nordischen Skiweltmeisterschaften 2009 in Liberec waren der 68. Rang über 10 km klassisch und der 14. Platz im Teamsprint. Ihr erstes von acht Weltcuprennen lief sie im Februar 2010 in Canmore, welches sie mit dem 65. Platz über 10 km Freistil beendete. Bei den Olympischen Winterspielen 2010 in Vancouver belegte sie den 67. Platz über 10 km Freistil. Bei den nordischen Skiweltmeisterschaften 2013 im Val di Fiemme erreichte sie den 74. Platz über 10 km Freistil und den 69. Platz im 15-km-Skiathlon. Im März 2014 lief sie in Oslo letztmals im Weltcup und erreichte mit dem 47. Platz im 30-km-Massenstartrennen ihr bestes Ergebnis in dieser Rennserie. Bei der Winter-Universiade 2015 in Štrbské Pleso belegte sie den 38. Platz im 15-km-Massenstartrennen, den 33. Rang im Sprint und den 22. Platz über 5 km klassisch.